# ويليام هايز وارد
ويليام هايز وارد (بالإنجليزية: William Hayes Ward)‏ هو كاتب سير أمريكي، ولد في 25 يونيو 1835، وتوفي في 29 أغسطس 1916.